# Deigloria amoena
Deigloria amoena är en svampart som beskrevs av Agerer 1980. Deigloria amoena ingår i släktet Deigloria och familjen Marasmiaceae.   Inga underarter finns listade i Catalogue of Life.